# Comtat de Dia
El comtat de Dia (occità Diá o Diés; francès Die o Diois), fou una jurisdicció feudal de Provença, situat al nord de la regió de Provença en direcció a Grenoble i Valença, però dins el que fou el regne de Provença. Per la seva evolució seguirem bàsicament la genealogia del català Armand de Fluvià.
À la mort d'Hug d'Arle, el rei Conrad I d'Arles, va repartir el comtat d'Arle en tres parts que va donar a:
- Bosó II d'Arle, fill de Rotbald l'Antic, comte d'Arles 947-967
- Guillem d'Avinyó, germà de l'anterior, comte d'Avignon 947-? (mort sense hereus abans del 967)
- Griffó, comte d'Apt

Guillem i Bosó van eliminar la branca de Griffó. Guillem només hauria deixat un fill de nom Arquimbald, que era clergue. Bosó va reunir tot el comtat que fou anomenat comtat de Provença i a la seva mort el van heretar els seus fills Rotbald I (o Ratbold I) comte d'Avinyó, i Guillem I l'Alliberador, comte d'Arle i marquès.
Guillem I l'Alliberador (+993) va tenir d'un primer matrimoni a Odila, a la que va cedir el territori de Niça i Vença amb títol de vescomtessa; Odila es va casar dues vegades, primer amb Miró vescomte de Siseron i després amb Laugier Ismidó, senyor de Valence de Royan, titulat vescomte de Vença; no consta descendència de cap dels dos matrimonis. Del segon matrimoni de Guillem va néixer Guillem II, que fou comte d'Arle i marquès de Provença, i vescomte de Sisteron i fou el pare de Guillem III, comte d'Arle, mort sense successió vers 1030, i de Jofre I, marquès de Provença, comte d'Arle i vescomte de Niça per herència directe i comte de part d'Avinyó per herència d'una altra branca; un tercer germà, Folc Bertran I, va casar amb Hildegarda Eva que li va aportar una altra part d'Avinyó amb Forcalquier, Dia i Aurenja.
Rotbald (+1002) va repartir l'herència entre dos fills, Guillem II (+ 1024 sense successió) i Rotbald II (+1010). La meitat d'Avinyó d'aquest va passar al seu fill Guillem III Venaisí, que el 1024 va reunir els territoris del seu oncle Guillem II. Va morir el 1042 (la seva única filla Llúcia segurament havia mort) i l'herència es va repartir:
- Un part va passar a Jofre I d'Arle.
- Una altra part a Emma (germana de Guillem III) casada amb Guillem Tallaferro comte de Tolosa.

Emma va deixar la seva part als seus fills Bertran I, comte d'Avinyó, Aurenja i Dia i marquès, i Pons II de Provença i III de Tolosa que portà els títols de comte de Tolosa, Albi, Alvèrnia, Sant Geli, Velai, i Carci, i marquès de Provença i va fundar la branca dels comtes de Tolosa i marquesos de Provença.
Bertran I, comte d'Avinyó, Aurenja i Dia i marquès, va morir després del seu únic fill mascle Ramon (mort abans del 1040) i el va succeir la seva filla Hildegarda Eva, que va aportar la seva herència al seu marit Folc Bertran I, abans esmentat. Així Provença quedava dividida en tres parts:
- La dels comtes i marquesos de Provença
- La d'Hildegarda i Folc Bertran, comtes d'Avinyó, Aurenja i Dia i marquesos
- La de Jofre I comte d'Arle i Niça, i comte de part d'Avinyó, marquès

Només interessa aquí la branca d'Hildegarda i Folc Bertran, que tenien Dia (els drets eminents eren no obstant per la branca dels marquesos de Tolosa iniciada per l'oncle d'Hildegarda, Pons II). Van deixar cinc fills:
- Guillem IV comte a part d'Avinyó, Forcalquier i Sisteron
- Jofre I Pons comte a Dia
- Guillem I comte a Gap i Embrun
- Eldearda de Provença, comtessa a part d'Avinyó, casada amb Ramon IV de Sant Geli, comte de Tolosa i marquès de Provença
- Gerberga comtessa a Aurenja, casada amb Bertran II Rambold I vescomte de Sisteron

A partir d'aquí la genealogia és difícil de seguir per manca de dades, confusions de noms, i per interpolacions. Jofre Pons estava casat amb Ermengarda de la qual va tenir tres fills: la gran fou Adelaida, la segona Guillema (casada amb Guigó de Domène), i el tercer, un fill, Guillem. Mort Jofré després del 1062 el seu fill Guillem el va succeir a Dia. Guillem era viu el 1090 i devia morir poc després sense hereus i el comtat de Dia va passar a la seva germana gran Adelaida, que es va casar amb Isoard. Aquest Isoard és un personatge poc conegut, que alguns fan fill de Guillem. El monestir de Sant Víctor de Marseille va fer una reclamació contra "Ysoardo comiti" amb relació a la "ecclesie sancta…Marie Chadurgensis", segons consta en carta de 1080, i s'esmenta entre altres coses que "perrexit in Yspaniam contra barbaros" (va morir a Hispània contra els bàrbars o sigui els musulmans). Guillem de Tir esmenta "Isardus comes Diensis" entre els que van marxar a la Primera Croada el 1096 amb Robert II de Flandes i diu que estava present a la conquesta d'Antioquia de l'Orontes el 1098.
El seu successor al comtat no se sap del cert. De fet no se sap quant de temps va seguir governant Isoard quan va tornar de la Croada, abans d'anar a Hispània. L'únic nom que es coneix és el de Josserand, que ja havia mort el 1149 i és esmentat també com a mort en diverses cartes datades entre el 1159 i 1168, en les quals consta el nom de la seva dona, Beatriu, i del fill d'ambdós, Isoard (Isoard II).
Isoard II vivia encara el 1166 i és esmentat com a "Isoardus comes Diensis"; el 1149 apareix en una donació de propietats a Rioufroid i Garnaisier en favor del monestir de Durbon. Va refusar fer homenatge a Hug bisbe de Die i el conflicte fou posat a l'arbitratge del comte Ramon V de Tolosa, que tenia els drets eminents sobre Dia, el qual va fallar el 22 de març de 1159 en favor del bisbe, sentència confirmada el 28 de març de 1165 per la qual "Isoardus filius Jaucerandi et Beatricis" reconeixia el domini feudal del bisbat sobre determinats castells. El 1166 Isoard i el seu fill Pere Isoard donaven el bosc de Ramail al monestir de Durbon. Isoard estava casat (el nom de l'esposa no se sap) i va tenir quatre fills: Pere Isoard mort abans que el pare; una filla de nom desconegut casada amb Guillem de Poitiers comte de Valentinois (fill d'Ademar comte de Valentinois) poetessa i amant d'un noble anomenat Raimbau d'Aurenja; Roais, hereva de la baronia de Châtillon en Diois casada amb Hug d'Ais, canongessa al priorat benedictí de Sant Marcel, morta el 1198; i Isoarda de Dia, hereva del comtat de Dia (que devia ser la germana gran).
Isoarda apareix esmentada en una carta de confirmació del 1184 sobre donacions fetes pel seu pare Isoard i el seu germà Pere Isoard i en un acte del 1189 va reconèixer els drets eminents de Tolosa sobre el comtat i es va posar ella mateixa i totes les seves possessions sota protecció del bisbe de Dia conservant diverses possessions patrimonial en el comtat. Es va casar amb Ramon d'Agoult que fou comte consort del qual se sap que estava present a la coronació de l'emperador Frederic Barba-roja a Arle el 30 de juliol de 1178. Va entrar en conflicte amb el bisbe de Dia per la taxació i duanes. Isoarda va morir el 1205. El matrimoni va tenir tres fills: Ramon (anomenat Ramon d'Agioult), Bertran (anomenat Bertran de Mison) i Isnard (anomenat Isnard d'Entrevennes). Cal suposar que el primer fou senyor d'Agoult, el segon de Mison i el tercer d'Entrevennes; el 31 de desembre de 1220 el bisbe de Dia donava a Bertran II de Mison, fill de Bertran de Mison, el castell de Recoubeau; el 1225 Bertran i Isnard confirmaven l'acord de partició del patrimoni patern i matern.
La senyoria fou en endavant pels bisbes de Die, i des de 1275 pels bisbes de Valence quan el bisbat de Dia fou agregat al de Valence; els bisbes següents van residir generalment a Valence però va conservar la seva condició de prínceps sobirans. Després de dos segles de disputa entre els bisbes i els comtes de Valentonois, el 1404 el bisbe Joan de Poitiers va vendre finalment el domini senyorial al seu parent Lluís II de Poitiers-Valentinois, comte de Valentinois, que fou comte de Diois fins a la seva mort el 1419. Diois va quedar incorporat al Delfinat el 1423. El 1450 Savoia va renunciar a tots els seus drets.

## Llista de comtes
- Bertran I, comte d'Avinyó, comte de Dia, vers 1037-?
- Hildegarda Eva, comtessa d'Avinyó i Dia, filla, ?
- Folc Bertran I, comte consort, vivia vers 1054
- Jofre I Pons comte a Dia, fill, vivia el 1062
- Guillem, comte a Dia, fill, vivia el 1090
- Adelaida, comtessa a Dia, germana, vers 1100
- Isoard I, comte consort, vivia el 1098
- Josserand, comte de Dia, era mort el 1149
- Isoard II, comte de Dia, fill, vers 1148 a 1178
- Isoarda, comtessa de Dia, filla vers 1178-1205
- Ramon d'Agoult, comte consort, vers 1178-vers 1200

Els bisbes de Dia que van exercir com a comtes a partir del 1189 foren:
- Benaventurat Bernat bisbe 1176-1189, comte-bisbe 1189-1199
- Humbert 1199-1212
- Sant Esteve de Châtillon, 1212-1213
- Benaventurat Dieteric de Lans 1213-1222
- Bertran D'Étoile 1223-1235
- Humbert II 1235-1245 (va renunciar)
- Amedeu de Ginebra 1245-1276

El 1275 el bisbat fou agregat al de Valence; els bisbes següents van residir generalment a Valence però va conservar la seva condició de prínceps sobirans.
- Amadeu de Rosselló (Rossillon) 1274-1281
- Felip de Bernusson 1281-abans de 1283
- Enric de Ginebra 1283
- Joan de Ginebra 1283-1297
- Guillem de Rosselló (Rossillon) 1297-1331
- Ademar (Aimard) d'Andusa de La Volta 1331-1336
- Enric de Villars 1336-1342
- Pere de Chastellux 1342-1350
- Jofré 1351-1354
- Lluís de Villars 1354-1376
- Guillem de la Volta 1378-1383
- Amadeu de Saluzzo 1383-1389
- Enric 1389
- Joan de Poitiers 1390-1404 (bisbe de 1404 a 1448